# Delegati da Washington al Congresso degli Stati Uniti d'America

Distretti congressuali dello stato di Washington

Sin dall'ammissione all'Unione come stato, avvenuta nel 1889, lo stato di Washington è rappresentato al Congresso degli Stati Uniti da una delegazione al Senato e alla Camera dei rappresentanti. Ogni stato elegge due senatori con mandati di sei anni, a prescindere dalla popolazione dello stato; quelli dello stato di Washington appartengono alle classi 1 e 3. Elegge inoltre un numero di rappresentanti alla Camera in numero proporzionale alla popolazione, ogni due anni; attualmente lo stato è rappresentato alla Camera da 10 delegati, eletti con il sistema first-past-the-post in distretti uninominali; tale numero è stato confermato anche dall'ultimo censimento del 2020. Nel corso della sua esistenza come stato, Washington ha visto la rappresentanza alla Camera passare da 2 a 10 deputati.

## Camera dei rappresentanti

### Delegati attuali
La delegazione alla Camera dei rappresentanti ha un totale di 10 rappresentanti, 8 democratici e 2 repubblicani.
| Distretto | Rappresentante          | Partito      | CPVI (2025) | Inizio mandato   | Mappa del distretto |
| --------- | ----------------------- | ------------ | ----------- | ---------------- | ------------------- |
| 1°        | Suzan DelBene           | Democratico  | D+15        | 13 novembre 2012 |                     |
| 2°        | Rick Larsen             | Democratico  | D+12        | 3 gennaio 2001   |                     |
| 3°        | Marie Gluesenkamp Perez | Democratico  | R+2         | 3 gennaio 2023   |                     |
| 4°        | Dan Newhouse            | Repubblicano | R+10        | 3 gennaio 2015   |                     |
| 5°        | Michael Baumgartner     | Repubblicano | R+5         | 3 gennaio 2025   |                     |
| 6°        | Emily Randall           | Democratico  | D+10        | 3 gennaio 2025   |                     |
| 7°        | Pramila Jayapal         | Democratico  | D+39        | 3 gennaio 2017   |                     |
| 8°        | Kim Schrier             | Democratico  | D+3         | 3 gennaio 2019   |                     |
| 9°        | Adam Smith              | Democratico  | D+11        | 3 gennaio 1997   |                     |
| 10°       | Marilyn Strickland      | Democratico  | D+9         | 3 gennaio 2021   |                     |

## Senato
| Senatore                   | Congresso       | Senatore              |
| Classe 1                   | Congresso       | Classe 3              |
| -------------------------- | --------------- | --------------------- |
| John B. Allen (R)          | 51 (1889-1891)  | Watson C. Squire (R)  |
| John B. Allen (R)          | 52 (1891-1893)  | Watson C. Squire (R)  |
| Vacante                    | 53 (1893-1895)  | Watson C. Squire (R)  |
| John L. Wilson (R)         | 54 (1895-1897)  | Watson C. Squire (R)  |
| John L. Wilson (R)         | 55 (1897-1899)  | George Turner (D)     |
| Addison G. Foster (R)      | 56 (1899-1901)  | George Turner (D)     |
| Addison G. Foster (R)      | 57 (1901-1903)  | George Turner (D)     |
| Addison G. Foster (R)      | 58 (1903-1905)  | Levi Ankeny (R)       |
| Samuel H. Piles (R)        | 59 (1905-1907)  | Levi Ankeny (R)       |
| Samuel H. Piles (R)        | 60 (1907-1909)  | Levi Ankeny (R)       |
| Samuel H. Piles (R)        | 61 (1909-1911)  | Wesley L. Jones (R)   |
| Miles Poindexter (R-Prog)  | 62 (1911-1913)  | Wesley L. Jones (R)   |
| Miles Poindexter (R-Prog)  | 63 (1913-1915)  | Wesley L. Jones (R)   |
| Miles Poindexter (R-Prog)  | 64 (1915-1917)  | Wesley L. Jones (R)   |
| Miles Poindexter (R-Prog)  | 65 (1917-1919)  | Wesley L. Jones (R)   |
| Miles Poindexter (R-Prog)  | 66 (1919-1921)  | Wesley L. Jones (R)   |
| Miles Poindexter (R-Prog)  | 67 (1921-1923)  | Wesley L. Jones (R)   |
| Clarence Dill (D)          | 68 (1923-1925)  | Wesley L. Jones (R)   |
| Clarence Dill (D)          | 69 (1925-1927)  | Wesley L. Jones (R)   |
| Clarence Dill (D)          | 70 (1927-1929)  | Wesley L. Jones (R)   |
| Clarence Dill (D)          | 71 (1929-1931)  | Wesley L. Jones (R)   |
| Clarence Dill (D)          | 72 (1931-1933)  | Elijah S. Grammer (R) |
| Clarence Dill (D)          | 73 (1933-1935)  | Homer Bone (D)        |
| Lewis B. Schwellenbach (D) | 74 (1935-1937)  | Homer Bone (D)        |
| Lewis B. Schwellenbach (D) | 75 (1937-1939)  | Homer Bone (D)        |
| Lewis B. Schwellenbach (D) | 76 (1939-1941)  | Homer Bone (D)        |
| Monrad Wallgren (D)        | 77 (1941-1943)  | Homer Bone (D)        |
| Monrad Wallgren (D)        | 78 (1943-1945)  | Homer Bone (D)        |
| Hugh B. Mitchell (D)       | 79 (1945-1947)  | Warren Magnuson (D)   |
| Harry P. Cain (R)          | 80 (1947-1949)  | Warren Magnuson (D)   |
| Harry P. Cain (R)          | 81 (1949-1951)  | Warren Magnuson (D)   |
| Harry P. Cain (R)          | 82 (1951-1953)  | Warren Magnuson (D)   |
| Henry M. Jackson (D)       | 83 (1953-1955)  | Warren Magnuson (D)   |
| Henry M. Jackson (D)       | 84 (1955-1957)  | Warren Magnuson (D)   |
| Henry M. Jackson (D)       | 85 (1957-1959)  | Warren Magnuson (D)   |
| Henry M. Jackson (D)       | 86 (1959-1961)  | Warren Magnuson (D)   |
| Henry M. Jackson (D)       | 87 (1961-1963)  | Warren Magnuson (D)   |
| Henry M. Jackson (D)       | 88 (1963-1965)  | Warren Magnuson (D)   |
| Henry M. Jackson (D)       | 89 (1965-1967)  | Warren Magnuson (D)   |
| Henry M. Jackson (D)       | 90 (1967-1969)  | Warren Magnuson (D)   |
| Henry M. Jackson (D)       | 91 (1969-1971)  | Warren Magnuson (D)   |
| Henry M. Jackson (D)       | 92 (1971-1973)  | Warren Magnuson (D)   |
| Henry M. Jackson (D)       | 93 (1973-1975)  | Warren Magnuson (D)   |
| Henry M. Jackson (D)       | 94 (1975-1977)  | Warren Magnuson (D)   |
| Henry M. Jackson (D)       | 95 (1977-1979)  | Warren Magnuson (D)   |
| Henry M. Jackson (D)       | 96 (1979-1981)  | Warren Magnuson (D)   |
| Henry M. Jackson (D)       | 97 (1981-1983)  | Slade Gorton (R)      |
| Daniel J. Evans (R)        | 98 (1983-1985)  | Slade Gorton (R)      |
| Daniel J. Evans (R)        | 99 (1985-1987)  | Slade Gorton (R)      |
| Daniel J. Evans (R)        | 100 (1987-1989) | Brock Adams (D)       |
| Slade Gorton (R)           | 101 (1989-1991) | Brock Adams (D)       |
| Slade Gorton (R)           | 102 (1991-1993) | Brock Adams (D)       |
| Slade Gorton (R)           | 103 (1993-1995) | Patty Murray (D)      |
| Slade Gorton (R)           | 104 (1995-1997) | Patty Murray (D)      |
| Slade Gorton (R)           | 105 (1997-1999) | Patty Murray (D)      |
| Slade Gorton (R)           | 106 (1999-2001) | Patty Murray (D)      |
| Maria Cantwell (D)         | 107 (2001-2003) | Patty Murray (D)      |
| Maria Cantwell (D)         | 108 (2003-2005) | Patty Murray (D)      |
| Maria Cantwell (D)         | 109 (2005-2007) | Patty Murray (D)      |
| Maria Cantwell (D)         | 110 (2007-2009) | Patty Murray (D)      |
| Maria Cantwell (D)         | 111 (2009-2011) | Patty Murray (D)      |
| Maria Cantwell (D)         | 112 (2011-2013) | Patty Murray (D)      |
| Maria Cantwell (D)         | 113 (2013-2015) | Patty Murray (D)      |
| Maria Cantwell (D)         | 114 (2015-2017) | Patty Murray (D)      |
| Maria Cantwell (D)         | 115 (2017-2019) | Patty Murray (D)      |
| Maria Cantwell (D)         | 116 (2019-2021) | Patty Murray (D)      |
| Maria Cantwell (D)         | 117 (2021-2023) | Patty Murray (D)      |
| Maria Cantwell (D)         | 118 (2023-2025) | Patty Murray (D)      |
| Maria Cantwell (D)         | 119 (2025-2027) | Patty Murray (D)      |